# Kolmar von Debschitz

Kolmar von Debschitz, preußischer Generalleutnant

Johann Otto Karl Kolmar von Debschitz (* 9. Dezember 1809 in Senditz; † 27. November 1878 in Görlitz) war ein preußischer Generalleutnant und Ehrenritter des Johanniterordens.

## Leben

### Herkunft

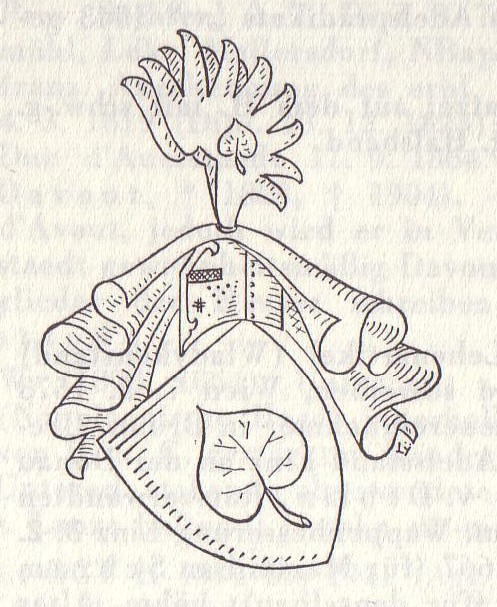
Wappen der Familie von Debschitz

Er entstammte dem alten Oberlausitzer Adelsgeschlecht von Debschitz und war der Sohn des Gutsbesitzers Ernst von Debschitz (1779–1815), Gutsherr auf Senditz, und dessen Ehefrau Albertine, geborene von Prittwitz und Gaffron (1778–1837).

### Militärkarriere
Debschitz wurde nach dem Tode seines Vaters im Hause seines Onkels auf Gut Pollentschine erzogen. Ab 1. Mai 1822 besuchte er die Kadettenhaus Culm und wechselte am 5. April 1824 in das Kadettenhaus nach Berlin. Als Portepeefähnrich wurde er am 30. März 1827 dem 8. Infanterie-Regiment (genannt Leib-Infanterie-Regiment) der Preußischen Armee überwiesen und dort am 12. Februar 1829 zum überzähligen Sekondeleutnant befördert. Vom 1. Oktober 1833 bis zum 31. Dezember 1835 war er zur Teilnahme an die Allgemeine Kriegsschule kommandiert und vom 1. Oktober 1838 bis 30. September 1840 war als Lehrer an der Divisionsschule der 5. Division tätig. Von August 1840 bis August 1841 war Debschitz Adjutant des I. Bataillons, ab 14. August 1841 bis Oktober 1848 Adjutant der 6. Infanterie-Brigade. Am 18. November 1845 war er inzwischen zum Premierleutnant befördert worden.
Mit seiner Beförderung zum Hauptmann am 24. Oktober 1848 wurde er Kompaniechef. Am 7. September 1856 erhielt Debschitz seine Beförderung zum Major im 26. Infanterie-Regiment in Torgau und am 6. März 1858 wurde er als Kommandeur des Füsilierbataillons zum 8. Infanterie-Regiment in Landsberg (Warthe) versetzt. Dort wohnte er laut Adressbuch von 1863 in der Friedbergerstraße 18. Am 18. Oktober 1861 erfolgte die Beförderung zum Oberstleutnant und am 29. Januar 1863 die Versetzung als Kommandeur zum 2. Brandenburgischen Grenadier-Regiment Nr. 12 (Prinz Carl von Preußen) in Posen. Am 17. März 1863 wurde Debschitz Oberst.
Im Dänischen Krieg von 1864 war Debschitz an der Erstürmung der Düppeler Schanzen beteiligt und erhielt am 22. Februar 1864 den Roten Adlerorden III. Klasse mit Schleife. Er nahm 1866 auch am Krieg gegen Österreich teil und kam mit seinem Regiment in den Schlachten von Gitschin sowie Königgrätz zum Einsatz. Für seine Umsicht und Entschlossenheit wurde Debschitz am 20. September 1866 mit dem Orden Pour le Mérite ausgezeichnet.
Am 30. Oktober 1866 wurde er zum Generalmajor befördert und unter Stellung à la suite seines Regiments zum Kommandeur der 4. Infanterie-Brigade ernannt. Unter Verleihung des Kronenordens II. Klasse wurde Debschitz am 9. Januar 1868 mit der gesetzlichen Pension zur Disposition gestellt.
Mit Ausbruch des Deutsch-Französischen Krieges erfolgte am 18. Juli 1870 seine Reaktivierung und man ernannte Debschitz zum stellvertretenden Kommandeur der 9. Infanterie-Brigade. Am 12. September 1870 wurde er der Inspektion der beiden Reserve-Korps bei Berlin und Glogau zur Verwendung überwiesen. Am 26. Oktober 1870 übernahm er das Kommando über ein selbständiges Landwehr-Detachement, mit dem er am aktiven Kriegsgeschehen teilnahm und maßgeblich an der Belagerung von Belfort beteiligt war. Dafür erhielt er das Eiserne Kreuz II. Klasse. Er nahm auch an der Schlacht an der Lisaine sowie den Gefechten bei Roches, Glay und Blamont teil. Nach dem Vorfrieden von Versailles erhielt Debschitz am 24. März 1871 das Eiserne Kreuz I. Klasse und einen Tag später wurde er unter Verleihung des Charakters als Generalleutnant in das inaktive Dienstverhältnis zurückgeführt.
Seinen Ruhestand verlebte er in Görlitz, wo er bereits seit 1869 wohnte. Debschitz war Mitglied in der „Gesellschaft für Wissenschaft“ in Görlitz und Ehrenritter des Johanniterordens der Ballei Brandenburg.

### Familie
Er heiratete am 11. Dezember 1862 auf Gut Berneuchen, Landkreis Landsberg Pauline von dem Borne (1830–1912) aus dem Hause Berneuchen. Sie war die Tochter des Gutsbesitzers Gustav von dem Borne, Gutsherr auf Gut Berneuchen, und der Pauline von der Osten aus dem Hause Warnitz. Ihr Bruder Max von dem Borne (1826–1894) war ein Pionier der Fischzucht.
Debschitz hatte mit seiner Frau mehrere Kinder:
- Hans (1863–1921), Fischereidirektor in Berneuchen ⚭ 1898 Elsbeth Sander (1868–1961)
- Marie (1865–1946) ⚭ 1896 Hans Meier-Kassel (1872–1952), Maler[1][2]
- Martha (1866–1869)
- Wilhelm (1871–1948), Maler

⚭ 1898 Wanda von Kunowski (1870–1935)
⚭ 1924 Hedwig Naumann (1880–1947)